# Elaphoglossum pilosum
Elaphoglossum pilosum là một loài thực vật có mạch trong họ Lomariopsidaceae. Loài này được (Humb. & Bonpl. ex Willd.) H. Christ mô tả khoa học đầu tiên năm 1905.